# Nagybácsim
A Nagybácsim (illetve címváltozatként: A nagybácsim) Jacques Tati 1958-ban bemutatott nagysikerű filmvígjátéka, mely elnyerte a legjobb nemzetközi játékfilmnek járó Oscar-díjat. Főszereplője Hulot úr, a rendező más filmjeinek is központi figurája, akit maga Tati személyesít meg.

## Cselekmény
Hulot úr meglátogatja nagyvárosban élő rokonait. Képtelen elfogadni az amerikanizálódó, műanyaggá váló nagyváros számára furcsán modern újdonságait. A rokonok jobb híján kinevetik a maradi vidéki embert, akinek tulajdonképpen szomorúan igaza van.